# ایوانو فونتانا
ایوانو فونتانا (انگلیسی: Ivano Fontana; ۲۵ نوامبر ۱۹۲۶ – ۲۴ دسامبر ۱۹۹۳) بوکسور اهل ایتالیا بود.